# Episodi de La signora in giallo (nona stagione)
La nona stagione della serie televisiva La signora in giallo è composta da 22 episodi, trasmessi per la prima volta negli Stati Uniti sul canale CBS tra il 20 settembre 1992 e il 16 maggio 1993.
In Italia, gli episodi sono stati trasmessi in prima visione e in disordine dal 10 novembre al 9 dicembre 1994 su Rai 1. 
| nº | Titolo originale                 | Titolo italiano              | Prima TV USA      | Prima TV Italia  |
| -- | -------------------------------- | ---------------------------- | ----------------- | ---------------- |
| 1  | Murder in Milan                  | Morte a Milano               | 20 settembre 1992 | 15 novembre 1994 |
| 2  | Family Secrets                   | La chiave di volta           | 27 settembre 1992 | 17 novembre 1994 |
| 3  | The Mole                         | Il filantropo                | 4 ottobre 1992    | 11 novembre 1994 |
| 4  | The Wind Around the Tower        | Una vecchia storia irlandese | 1º novembre 1992  | 10 novembre 1994 |
| 5  | The Dead File                    | In arte, Jessica Fox         | 15 novembre 1992  | 21 novembre 1994 |
| 6  | Night of the Coyote              | La notte del coyote          | 22 novembre 1992  | 24 novembre 1994 |
| 7  | Sugar and Spice, Malice and Vice | Anche le spie hanno un cuore | 29 novembre 1992  | 14 novembre 1994 |
| 8  | The Classic Murder               | La maga imprevidente         | 6 dicembre 1992   | 16 novembre 1994 |
| 9  | A Christmas Secret               | Un Natale con la pistola     | 13 dicembre 1992  | 22 novembre 1994 |
| 10 | The Sound of Murder              | Omicidio in musica           | 3 gennaio 1993    | 18 novembre 1994 |
| 11 | Final Curtain                    | Stasera si recita il delitto | 10 gennaio 1993   | 23 novembre 1994 |
| 12 | Double Jeopardy                  | Quinto emendamento           | 17 gennaio 1993   | 1º dicembre 1994 |
| 13 | Dead Eye                         | Quel giorno a Dallas         | 7 febbraio 1993   | 30 novembre 1994 |
| 14 | Killer Radio                     | Qui Radio Killer             | 14 febbraio 1993  | 28 novembre 1994 |
| 15 | The Petrified Florist            | Un fiore reciso              | 21 febbraio 1993  | 2 dicembre 1994  |
| 16 | Threshold of Fear                | Un falco nella notte         | 28 febbraio 1993  | 25 novembre 1994 |
| 17 | The Big Kill                     | Un alibi quasi perfetto      | 7 marzo 1993      | 7 dicembre 1994  |
| 18 | Dead to Rights                   | Bugiarda per forza           | 21 marzo 1993     | 6 dicembre 1994  |
| 19 | Lone Witness                     | L'unico testimone            | 4 aprile 1993     | 8 dicembre 1994  |
| 20 | Ship of Thieves                  | Una nave piena di ladri      | 2 maggio 1993     | 9 dicembre 1994  |
| 21 | The Survivor                     | La talpa                     | 9 maggio 1993     | 29 novembre 1994 |
| 22 | Love's Deadly Desire             | Il giallo, il rosa, il nero  | 16 maggio 1993    | 5 dicembre 1994  |

## Morte a Milano
- Titolo originale: Murder in Milan
- Diretto da: Anthony Pullen Shaw
- Scritto da: Laurence Heath

La signora Fletcher si trova a Milano per la proiezione di un film tratto dal suo romanzo "Tutti i colpevoli". Il regista Jim Randall ha degli screzi con la produttrice Catherine Wayne, che per via dell'ottimo lavoro fatto non vuole liberarlo dal contratto come vorrebbe l'uomo, a cui è stata proposta un'importante offerta di lavoro. Nel frattempo Catherine scopre di avere grossi problemi con il budget del film, molto superiore rispetto al previsto. Quando però la donna viene trovata morta nella stanza accanto a quella di Jim, questi viene sospettato di averla uccisa.

## La chiave di volta
- Titolo originale: Family Secrets
- Diretto da: Walter Grauman
- Scritto da: Robert Hamner

In passato Randy Sloan è stato un allievo della signora Fletcher e dopo molti anni fa ritorno a Cabot Cove per un'inchiesta giornalistica su un caso di cronaca avvenuto trent'anni prima: Margaret Babbington e sua cugina Emily Weymouth erano andate a caccia insieme ai loro fidanzati Owen Cooper e George Latimer, ma Owen era rimasto ucciso da un colpo di fucile; in seguito all'evento, di cui non si era mai accertato il responsabile, Margaret era impazzita ed era morta dopo essere stata ricoverata in un manicomio. Le indagini di Randy però infastidiscono qualcuno e il ragazzo viene trovato morto in biblioteca con il cranio fracassato, spingendo Jessica a proseguire le ricerche al posto suo.

## Il filantropo
- Titolo originale: The Mole
- Diretto da: Peter Salim
- Scritto da: Tom Sawyer

Per errore Jessica scambia il suo biglietto aereo con quello di una certa Liz Foster e appena arrivata a New York viene rapita da due uomini che la conducono a casa del ricco uomo d'affari Maxwell Hagen; questi si rende conto che c'è stato uno scambio di persona e lascia andare la signora Fletcher, che si reca immediatamente alla polizia chiedendo l'intervento del suo amico detective Artie Gelber. Hagen però è un filantropo che gode del rispetto e dell'ammirazione dei cittadini, così per Artie è difficile indagare su di lui; Jessica allora decide di farsi aiutare dal giornalista Brynie Sullivan.

## Una vecchia storia irlandese
- Titolo originale: The Wind Around the Tower
- Diretto da: Walter Grauman
- Scritto da: J. Michael Straczynski

Jessica si trova in Irlanda per effettuare delle ricerche per il suo prossimo libro e viene ospitata da Neal Gillen, che vive in un maniero antico. Neal confida a Jessica di temere per la propria vita perché da tempo sente in casa strani lamenti provenienti da una torre, che secondo una leggenda ospita il fantasma di una donna morta suicida. Poco tempo dopo Neal viene trovato morto seduto alla sua scrivania, apparentemente senza ferite.

## In arte, Jessica Fox
- Titolo originale: The Dead File
- Diretto da: Anthony Pullen Shaw
- Scritto da: Tom Sawyer

Il fumettista Stan Hatter ha creato un personaggio ispirato alla signora Fletcher, di nome Jessica Fox, che sta acquisendo sempre più popolarità. Un giorno però Jessica scopre che in uno dei fumetti il personaggio ha mosso gravi accuse a diverse personalità di spicco, che adesso la vogliono citare. Hatter giura alla signora Fletcher di non essere lui il responsabile del fumetto incriminato e la situazione si complica ancora di più quando uno dei collaboratori di Stan, Ben Watanabe, viene trovato ucciso nel loro studio.

## La notte del coyote
- Titolo originale: Night of the Coyote
- Diretto da: Jerry Jameson
- Scritto da: Mark A. Burley

Jessica si trova nel Nuovo Messico per fare visita all'amica Susan Lindsay e qui conosce Max Teller, che ha ideato un'attrazione turistica molto fruttuosa: una rievocazione dell'ultima rapina del criminale Cutter McGee. Nel suo lavoro però Max si è fatto diversi nemici e quando viene trovato morto, Jessica decide di trovare l'assassino.

## Anche le spie hanno un cuore
- Titolo originale: Sugar & Spice, Malice & Vice
- Diretto da: Vincent McEveety
- Scritto da: Robert E. Swanson

A San Francisco, dove si trova per un convegno, la signora Fletcher incontra il suo vecchio amico Michael Hagerty, spia britannica. Michael confida a Jessica di essere molto in pena per la figlia Andrea, con la quale non ha un bel rapporto; la giovane infatti intende sposare il banchiere Paul Marlowe, che lavora per una società che è solo una copertura per dei traffici illeciti. Ben presto però Paul viene trovato morto e Michael viene ritenuto l'assassino.

## La maga imprevidente
- Titolo originale: The Classic Murder
- Diretto da: Vincent McEveety
- Scritto da: Robert van Scoyk

Jessica scopre che il padre della sua editrice Sally Wilson, Buck, è scomparso misteriosamente insieme a 150 milioni di dollari della compagnia. Sally non può credere che suo padre abbia rubato il denaro e chiede aiuto a Jessica, mentre la sua famiglia si rivolge alla veggente Marika Valenti, la quale afferma di aver visto il cadavere di Buck durante una seduta spiritica. In effetti il corpo di Buck viene ritrovato dentro una delle sue macchine d'epoca, ma anche la maga viene uccisa e il suo cadavere viene rinvenuto in una cisterna vicino alla villa.

## Un Natale con la pistola
- Titolo originale: A Christmas Secret
- Diretto da: Anthony Pullen Shaw
- Scritto da: Bruce Lansbury

Durante le festività natalizie, il magnate di Cabot Cove Alan Forsythe accoglie in famiglia Charlie McCumber, veterano di guerra e fidanzato di sua figlia Elizabeth. Charlie tuttavia trova nella sua macchina un nastro registrato con la voce di una donna in cui viene minacciato e ricattato. Poco dopo, durante una riffa, qualcuno con indosso un costume di Babbo Natale spara all'impiegata della ferramenta Wanda Andrews, che viene trovata ancora viva da Charlie. La polizia crede che Charlie sia il colpevole, ma la signora Fletcher non è d'accordo.

## Omicidio in musica
- Titolo originale: The Sound of Murder
- Diretto da: Anthony Pullen Shaw
- Scritto da: Bruce Lansbury

Alla signora Fletcher viene proposto di incidere su audiocassetta uno dei suoi romanzi in modo da metterlo sul mercato per i non vedenti. Il proprietario dello studio di registrazione, Freddie Major, sta cercando di vendere l'etichetta ma le trattative si stanno dimostrando molto più lunghe e complesse di quanto credeva. Quando Major viene ucciso durante la registrazione di un video musicale, Jessica decide di indagare.

## Stasera si recita il delitto
- Titolo originale: Final Curtain
- Diretto da: Walter Grauman
- Scritto da: J. Michael Straczynski

L'attore in pensione David North, intimo amico del dottor Hazlitt, torna a Cabot Cove per prendere parte ad uno spettacolo diretto dalla regista Kathryn Evans. David è molto teso per il ritorno sulle scene e a ciò si aggiungono le minacce di Lyman Taggart, un giovane instabile che era stato scartato ai provini. Inoltre Kathryn viene a sapere che il vecchio manager di David, Eric Benderson, riceverà una bella fetta dell'incasso. Benderson tuttavia viene ucciso in teatro e i sospetti si concentrano su Lyman Taggart.

## Quinto emendamento
- Titolo originale: Double Jeopardy
- Diretto da: Anthony Pullen Shaw
- Scritto da: Laurence Heath

Frank Fernandez viene giudicato non colpevole per l'omicidio del consigliere comunale Roberto Galvan, ma la famiglia della vittima non accetta la sentenza. La situazione riesce ad essere tenuta sotto controllo per merito di un giovane sacerdote locale, Padre Michael, che intende concorrere per il seggio di Galvan. Jessica però resta sorpresa quando il prete le confida di essere figlio di Fernandez. Poco più tardi, Frank Fernandez viene ucciso in chiesa e i sospetti ricadono sulla famiglia Galvan.

## Quel giorno a Dallas
- Titolo originale: Dead Eye
- Diretto da: Jerry Jameson
- Scritto da: Tom Sawyer

Mentre si trova in Florida per prendere parte ad un seminario sui libri gialli, Jessica riceve una richiesta di aiuto dalla signorina Laura Callan; suo padre Bernie era un investigatore privato che era stato ucciso trent'anni prima e di cui ora è appena stato trovato il cadavere. Jessica intuisce che l'omicidio è legato all'assassinio del Presidente Kennedy, ma deve trovare le prove.

## Qui Radio Killer
- Titolo originale: Killer Radio
- Diretto da: Peter Salim
- Scritto da: Carlton Hollander

Jessica si trova nel Midwest per promuovere il suo ultimo libro e viene accolta da un suo conoscente, Jonathan Baker. La signora Fletcher prende parte ad una trasmissione radiofonica, il cui conduttore Marcus Rule ha l'abitudine di maltrattare gli ospiti e diffondere notizie infamanti. L'ultima delle sue vittime è David Osterman, un politico candidato ad un incarico statale, che viene accusato di corruzione. Come se non bastasse, a complicare la situazione c'è l'omicidio del proprietario dell'emittente radiofonica, Colin Crowe, ucciso con una pistola di proprietà di Jonathan.

## Un fiore reciso
- Titolo originale: The Petrified Florist
- Diretto da: Anthony Pullen Shaw
- Scritto da: Donald Ross

Frances Hunt, editrice di una nota rivista di gossip, organizza una cena a casa sua in cui invita la sua amica Jessica Fletcher e alcune persone dell'alta società. Durante la serata, il popolare fiorista Billy Kyle consegna personalmente un centrotavola ordinato da Frances, per poi tornare al suo negozio, dove l'indomani viene trovato ucciso. Jessica si mette ad indagare insieme al tenente Caceres, ma la conclusione è inaspettata.

## Un falco nella notte
- Titolo originale: Threshold of Fear
- Diretto da: Vincent McEveety
- Scritto da: James L. Novack

Alice Morgan, vicina di casa della signora Fletcher, da oltre cinque anni non esce dal suo appartamento di New York, ossessionata dalle visioni dell'omicidio di sua madre. Dopo averlo visto in televisione, Alice si convince che l'assassino sia il famoso Jordan Barnett, che viene riconosciuto anche dal suo fratellastro Peter come l'architetto che aveva assunto suo padre. La dottoressa Holden, la psichiatra che ha in cura Alice, ritiene che sia tutto frutto dell'immaginazione della donna, ma ben presto Barnett viene ucciso.

## Un alibi quasi perfetto
- Titolo originale: The Big Kill
- Diretto da: Jerry Jameson
- Scritto da: Mark A. Burley

A Cabot Cove il pescatore Henry Riddett, viene trovato senza vita sulla sua barca. Quella che potrebbe apparire come una morte accidentale lascia presto spazio all'ipotesi di omicidio, quando anche il consulente finanziario Carl Ward muore in modo simile. Riddett e Ward avevano in comune un rapporto con l'imprenditore Martin Fraser: Riddett aveva consegnato illegalmente delle armi per conto di Fraser, mentre Ward aveva scoperto i loro movimenti e stava ricattando Fraser. Il caso è troppo interessante per sfuggire alla signora Fletcher, che si mette sulle tracce dell'assassino.

## Bugiarda per forza
- Titolo originale: Dead to Rights
- Diretto da: Anthony Pullen Shaw
- Scritto da: Tom Sawyer

Dana Ballard è un'inguaribile bugiarda, che non esita a citare la signora Fletcher fra le sue referenze per ottenere un posto di lavoro dall'agente di borsa Ethan Stevens. Tuttavia quando Stevens viene ucciso e lei viene trovata svenuta accanto al cadavere con l'arma del delitto in mano, Dana chiede a Jessica di aiutarla a farsi scagionare. Pur conoscendo il vizio di Dana, Jessica è convinta che non sia lei la colpevole e ne ottiene la conferma quando scopre che Stevens era coinvolto in un caso di insider trading.

## L'unico testimone
- Titolo originale: Lone Witness
- Diretto da: Walter Grauman
- Scritto da: Mary Ann Kasica e Michael Scheff

Tommy Remsen è un giovane che consegna la spesa alla signora Fletcher, la quale si è molto affezionata a lui. Un giorno Tommy si presenta da Jessica molto scosso e le chiede aiuto perché ha visto un uomo accanto al corpo di una cliente, Monica Evers. La polizia non trova nulla e non crede a Tommy, reputandolo un ragazzino che ha troppa fantasia, ma quando viene rinvenuto davvero il cadavere della signorina Evers la storia raccontata da Tommy viene presa sul serio. Poco dopo però viene trovato anche il corpo dell'uomo visto da Tommy e le cose si mettono male per lui.
- Special Guest Star: Neil Patrick Harris (Tommy Remsen)

## Una nave piena di ladri
- Titolo originale: Ship of Thieves
- Diretto da: Anthony Pullen Shaw
- Scritto da: Bruce Lansbury

La signora Fletcher è in viaggio per una crociera offerta dal suo editore e scopre che sulla nave ci sono il suo vecchio amico Dennis Stanton (che ora è a capo della sicurezza) e la sua compagna di stanza del college Leslie Hunter (che è fidanzata con il capitano). Ben presto però Jessica si trova coinvolta in un grande mistero, fatto di omicidi e furti.

## La talpa
- Titolo originale: The Survivor
- Diretto da: Anthony Pullen Shaw
- Scritto da: Robert van Scoyk

Paula Raynor, giovane amica di Jessica che la aiuta con il computer, si risveglia in un ospedale dopo un incidente in auto nel quale il suo neo-fidanzato John Bondy ha perso la vita. Il caso però si rivela più complesso quando si scopre che John era un giovane poliziotto sotto copertura che aveva il compito di trovare una talpa all'interno della sua squadra. Jessica comincia a credere che il ragazzo sia stato ucciso e cerca di far ricordare a Paula cosa è successo la sera dell'incidente.

## Il giallo, il rosa, il nero
- Titolo originale: Love's Deadly Desire
- Diretto da: Robert M. Williams Jr.
- Scritto da: Chris Manheim

Sibella Stone è una famosa scrittrice di romanzi rosa, appena stabilitasi a Cabot Cove, dove ha adibito a casa il vecchio faro. Poco dopo il trasferimento di Sibella e di suo marito, la giovane segretaria della donna, Marian King, viene ritrovata morta con indosso il soprabito di Sibella. Appare chiaro a tutti che il vero obiettivo dell'assassino era la scrittrice e che Marian è stata assassinata per errore, ma Jessica vuole vederci chiaro.